# Président de l'Assemblée du Kosovo
Le Président de l'Assemblée du Kosovo est le dirigeant du parlement monocaméral de la Province autonome serbe du Kosovo puis de la République du Kosovo.

## Rôle
Le président de l'Assemblée du Kosovo représente l'institution quand elle ne siège pas et dirige les travaux de celle-ci.
Le président de l'Assemblée remplace le président de la république du Kosovo lorsqu'il démissionne ou s'il n'est pas en capacité d'exercer sa fonction. Jakup Krasniqi et Vjosa Osmani ont été président de la république du Kosovo par intérim.

## Liste

### Province autonome serbe du Kosovo
| Titulaire | Titulaire | Titulaire      | Début            | Fin              | Parti | Remarques |
| --------- | --------- | -------------- | ---------------- | ---------------- | ----- | --------- |
| 1         |           | Nexhat Daci    | 10 décembre 2001 | 10 mars 2006     | LDK   |           |
| 2         |           | Kolë Berisha   | 10 mars 2006     | 12 décembre 2007 | LDK   |           |
| 3         |           | Jakup Krasniqi | 12 décembre 2007 | 17 février 2008  | PDK   |           |

### République du Kosovo
| Titulaire | Titulaire | Titulaire       | Début             | Fin               | Parti                  | Remarques                                                                       |
| --------- | --------- | --------------- | ----------------- | ----------------- | ---------------------- | ------------------------------------------------------------------------------- |
| 3         |           | Jakup Krasniqi  | 17 février 2008   | 12 septembre 2014 | PDK                    | Devient Président de la république à la suite de la démission de Fatmir Sejdiu. |
| —         |           | Flora Brovina   | 12 septembre 2014 | 8 décembre 2014   | PDK                    | Par intérim en attendant l'élection d'un nouveau président.                     |
| 4         |           | Kadri Veseli    | 8 décembre 2014   | 3 août 2017       | PDK                    |                                                                                 |
| —         |           | Adem Mikullovci | 3 août 2017       | 7 septembre 2017  | VV                     | Par intérim en attendant l'élection d'un nouveau président.                     |
| 4         |           | Kadri Veseli    | 7 septembre 2017  | 26 décembre 2019  | PDK                    |                                                                                 |
| —         |           | Jahja Kokaj     | 26 décembre 2019  | 26 décembre 2019  | VV                     | Par intérim lors de la session constitutive.                                    |
| 5         |           | Glauk Konjufca  | 26 décembre 2019  | 3 février 2020    | VV                     |                                                                                 |
| 6         |           | Vjosa Osmani    | 3 février 2020    | 22 mars 2021      | LDK (2020) Guxo (2021) | Devient Présidente de la république à la suite de la démission de Hashim Thaçi. |
| —         |           | Avni Dehari     | 22 mars 2021      | 22 mars 2021      | VV                     | Par intérim lors de la session constitutive.                                    |
| 7         |           | Glauk Konjufca  | 22 mars 2021      | 15 avril 2025     | VV                     | Devient Président de la république jusqu'à l'élection présidentielle de 2021.   |
| —         |           | Avni Dehari     | 15 avril 2025     | en cours          | VV                     | Par intérim en attendant l'élection d'un nouveau président.                     |